# 首航直升机
北京首航直升机股份有限公司（简称首航直升机）系海航航空集团旗下公司。由北京市政府与海航集团旗下海航旅业（控股）集团有限公司根据海航集团与北京市政府签署的框架合作协议，共同出资4.2亿元人民币筹建公司，注册成立时间为2011年4月。
首航直升机主要从事政府城市服务业务及直升机通用航空业务。以北京八达岭机场为主运营基地，拥有欧直AS350B3、EC135、H-145和羅賓遜R22等机型组成的直升机机队。